# Lisa Grill
Lisa Grill (* 2. September 2000 in Tamsweg, Salzburg) ist eine österreichische Skirennläuferin. Sie gehört aktuell dem A-Kader des Österreichischen Skiverbandes an und hat ihre Stärken vor allem in den schnellen Disziplinen Abfahrt und Super-G.

## Biografie
Die aus Tamsweg stammende Lisa Grill begann im Alter von zwei Jahren mit dem Skifahren. Ihre Eltern waren als Skirennläufer und Trainer tätig. Ihre jüngere Schwester bestritt auch  einige Rennen auf Landesebene. Grill besucht die Skihotelfachschule in Bad Hofgastein und ist Mitglied im USC Mariapfarr-Weißpriach.
Im Jänner 2017 bestritt sie in Kranjska Gora ihre ersten beiden FIS-Rennen. Mit konstant guten Ergebnissen fuhr sie ins ÖSV-Aufgebot für die Juniorenweltmeisterschaften in Davos, wo sie in allen Disziplinen an den Start ging. In der Kombination verpasste sie als Vierte nur knapp eine Medaille, in Slalom, Abfahrt und Riesenslalom belegte sie die Ränge 13, 15 und 28, im Super-G schied sie aus. In der Saison 2018/19 debütierte sie im Europacup, konnte sich vorerst aber nicht in den Punkterängen platzieren. Bei ihrer zweiten JWM-Teilnahme im Val di Fassa gewann sie in der Abfahrt die Bronzemedaille, in den anderen Disziplinen konnte sie sich gegenüber dem Vorjahr nicht steigern. Am Ende der Saison setzte sie sich im Rahmen der österreichischen Meisterschaften überraschend gegen ein starkes Teilnehmerfeld durch und holte in der Abfahrt ihren ersten Staatsmeistertitel.
Aufgrund dieses Erfolges wurde sie vom ÖSV in den B-Kader befördert. Zu Beginn der kommenden Europacup-Saison erreichte sie mit Rang vier im Super-G von Kvitfjell auf Anhieb ihre ersten Punkte. In der Kombination am selben Ort gelang ihr mit Rang sechs ein weiteres Topresultat. Am 12. Jänner 2020 gab sie in der Kombination von Zauchensee ihr Weltcup-Debüt und erreichte mit Platz 19 auf Anhieb ihre ersten Punkte. Bei den Juniorenweltmeisterschaften in Narvik gewann sie sowohl in Abfahrt und Super-G als auch in der Kombination jeweils die Silbermedaille. In der Europacupsaison entschied sie die Abfahrts-Disziplinenwertung für sich.
Im Februar 2021 erlitt Grill einen Unterschenkelbruch, woraufhin sie die Saison vorzeitig beenden musste. Nachdem das Schienbein nicht richtig zusammengewachsen war, musste sie im Oktober erneut operiert werden und verpasste damit die gesamte Saison 2021/22. Auch im Winter 2022/23 konnte sie kein einziges Rennen bestreiten.

## Erfolge

### Weltcup
- 1 Platzierung unter den besten 20

### Weltcupwertungen
| Saison  | Gesamt | Gesamt | Super-G | Super-G | Kombination | Kombination |
| Saison  | Platz  | Punkte | Platz   | Punkte  | Platz       | Punkte      |
| ------- | ------ | ------ | ------- | ------- | ----------- | ----------- |
| 2019/20 | 99.    | 22     | –       | –       | 22.         | 22          |
| 2020/21 | 104.   | 13     | 44.     | 13      | –           | –           |

### Europacup
- Saison 2019/20: 8. Kombinationswertung
- Saison 2020/21: 4. Gesamtwertung, 1. Abfahrtswertung
- Saison 2023/24: 5. Abfahrtswertung
- 8 Podestplätze, davon 6 Siege:

| Datum             | Ort                  | Land    | Disziplin |
| ----------------- | -------------------- | ------- | --------- |
| 5. Jänner 2021    | Zinal                | Schweiz | Super-G   |
| 11. Februar 2021  | Santa Caterina       | Italien | Abfahrt   |
| 11. Februar 2021  | Santa Caterina       | Italien | Abfahrt   |
| 12. Dezember 2023 | St. Moritz           | Schweiz | Super-G   |
| 20. Dezember 2023 | Passo San Pellegrino | Italien | Abfahrt   |
| 21. Dezember 2023 | Passo San Pellegrino | Italien | Abfahrt   |

### Juniorenweltmeisterschaften
- Davos 2018: 4. Alpine Kombination, 13. Slalom, 15. Abfahrt, 28. Riesenslalom
- Fassatal 2019: 3. Abfahrt, 15. Slalom, 16. Super-G, 34. Riesenslalom
- Narvik 2020: 2. Abfahrt, 2. Super-G, 2. Alpine Kombination

### Weitere Erfolge
- Österreichische Meisterin in der Abfahrt 2019
- Österreichische Jugendmeisterin in der Abfahrt 2019
- 6 Siege in FIS-Rennen